# Contea di Pingyuan
La contea di Pingyuan (平远县S, Píngyuǎn XiànP) è una contea della Cina, situata nella provincia del Guangdong e amministrata dalla prefettura di Meizhou.